# سوخوهردلی و میروسلاوی
سوخوهردلی و میروسلاوی (به چکی: Suchohrdly u Miroslavi) یک منطقهٔ مسکونی در جمهوری چک است که در ناحیه زنویمو واقع شده‌است. سوخوهردلی و میروسلاوی ۷٫۸۲ کیلومتر مربع مساحت و ۴۴۳ نفر جمعیت دارد و ۲۳۰ متر بالاتر از سطح دریا واقع شده‌است.